# Origo (dal)
Az Origo Pápai Joci dala, A Dal 2017 győztese, Magyarország versenydala a 2017-es Eurovíziós Dalfesztiválon. A dal hivatalosan 2017. január 4-től tölthető le. A dalt 2016. december 23-án töltötte fel a hivatalos YouTube-csatornájára a Magneoton kiadó, két héttel azután, hogy bejelentették, hogy ez a mű részt vesz a 2017-es Eurovíziós Dalfesztivál magyarországi előválogatóján, A Dalban. A sajtótájékoztatón még Be kell csuknod a szemed címmel jelentették be, majd a végső verziónál már Origo néven futott a dal, melynek zenéjét és szövegét is maga az előadó, Pápai Joci szerezte. Az Origo 2017. január 26-án megjelent A Dal 2017 – A legjobb 30 válogatáslemezen is.

## A Dalban
A produkciót először a február 4-i harmadik válogatóban adta elő, fellépési sorrendben tizedikként Radics Gigi See It Through című dala után. A válogatóban 41 ponttal holtversenyben a második helyen végzett, így továbbjutott az elődöntőbe. Az első elődöntőben február 10-én fellépési sorrendben nyolcadikként Henderson David White Shadows című dala után, és Kanizsa Gina Fall Like Rain című dala előtt lépett színpadra. Az elődöntőben 45 ponttal holtversenyben az első helyen végzett, így továbbjutott a verseny döntőjébe. A dalt utoljára a február 18-i döntőben adta elő fellépési sorrendben hetedikként Zävodi + Berkes Olivér #háttérzaj című dala után, és Kanizsa Gina Fall Like Rain című dala előtt. Pápai Joci dala a zsűritől 34 pontot kapott, így elsőként került be a négyes szuperfináléba. A közönségszavazás lezárása után kiderült, hogy a legtöbb SMS szavazatot az Origo című dal kapta, így Pápai Joci nyerte a 2017-es válogatót és ő képviselhette Magyarországot a 62. Eurovíziós Dalfesztiválon, Kijevben.

## A2017-es Eurovíziós Dalfesztiválon
A dalt Kijevben először a május 11-én rendezett második elődöntőben fellépési sorrendben hetedikként adta elő a holland O’G3NE Lights and Shadows című dala után, és a dán Anja Nissen Where I Am című dala előtt. Az elődöntőből a második helyen jutott tovább a május 13-i döntőbe, ahol fellépési sorrendben nyolcadikként lépett fel a Moldovát képviselő SunStroke Project Hey Mamma című dala után és az Olaszországot képviselő Francesco Gabbani Occidentali’s Karma című dala előtt. A pontozás során a zsűri szavazáson összesítésben a tizenhetedik helyen végzett 48 ponttal (Horvátországtól maximális pontot kapott), míg a nézői szavazáson a hetedik helyet érte el 152 ponttal (Horvátországtól és Szerbiától maximális pontot kapott), így összesítésben 200 ponttal a verseny nyolcadik helyezettje lett.
A következő magyar induló az AWS volt a Viszlát nyár című dallal a 2018-as Eurovíziós Dalfesztiválon.

### A produkció közreműködői
- Pápai Joci – ének, ceglédi kanna
- Virág Alexandra – tánc
- Kapcsos Emese – hegedű